# Clypeobarbus
Genre
Clypeobarbus est un genre de poissons téléostéens de la famille des Cyprinidae et de l'ordre des Cypriniformes. 
Clypeobarbus est un genre de petits cyprinidés originaire d'Afrique. La plupart des espèces sont limitées au bassin du fleuve Congo, mais Clypeobarbus pleuropholis se trouve également dans le bassin du Tchad, alors que Clypeobarbus bellcrossi est du Zambèze et Clypeobarbus hypsolepis est des rivières en d’Afrique de l’Ouest.

## Liste des espèces
Selon Catalogue of Life (21 mars 2023) :
- Clypeobarbus bellcrossi (Jubb, 1965)
- Clypeobarbus bomokandi (G. S. Myers, 1924)
- Clypeobarbus breviclipeus Stiassny & Sakharova, 2016
- Clypeobarbus congicus (Boulenger, 1899)
- Clypeobarbus hypsolepis (Daget, 1959)
- Clypeobarbus matthesi (Poll & J. P. Gosse, 1963)
- Clypeobarbus pleuropholis (Boulenger, 1899). Espèce-type décrite en tant que Barbus pleuropholis.
- Clypeobarbus pseudognathodon (Boulenger, 1915)
- Clypeobarbus schoutedeni (Poll & Lambert, 1961)